# Meseret Defar
Meseret Defar (n. 19 noiembrie 1983, Addis Abeba, Etiopia) este o sportivă ce a reprezentat Etiopia, medaliată olimpică. A participat la 3 ediții ale Jocurilor Olimpice (2004, 2008, 2012) în care a câștigat două medalii de aur și o medalie de argint în proba de 5000 de metri.

## Palmares
| An   | Competiție                              | Locație                    | Loc | Eveniment | Note     |
| ---- | --------------------------------------- | -------------------------- | --- | --------- | -------- |
| 1999 | Campionatul Mondial de Juniori (sub 18) | Bydgoszcz, Polonia         | 2   | 3000 m    | 9:02,08  |
| 2000 | Campionatul Africii                     | Alger, Algeria             | 2   | 5000 m    | 15:49,86 |
| 2000 | Campionatul Mondial de Juniori          | Santiago de Chile, Chile   | 2   | 5000 m    | 16:23,69 |
| 2002 | Campionatul Mondial de Juniori          | Kingston, Jamaica          | 1   | 3000 m    | 9:12,61  |
| 2002 | Campionatul Mondial de Juniori          | Kingston, Jamaica          | 1   | 5000 m    | 15:54,94 |
| 2003 | Campionatul Mondial în sală             | Birmingham, Marea Britanie | 3   | 3000 m    | 8:42,58  |
| 2003 | Jocurile Panafricane                    | Abuja, Nigeria             | 1   | 5000 m    | 16:42,0  |
| 2004 | Campionatul Mondial în sală             | Budapesta, Ungaria         | 1   | 3000 m    | 9:11,22  |
| 2004 | Jocurile Olimpice                       | Atena, Grecia              | 1   | 5000 m    | 14:45,65 |
| 2005 | Campionatul Mondial                     | Helsinki, Finlanda         | 2   | 5000 m    | 14:39,54 |
| 2006 | Campionatul Mondial în sală             | Moscova, Rusia             | 1   | 3000 m    | 8:38,80  |
| 2006 | Campionatul Africii                     | Bambous, Mauritius         | 1   | 5000 m    | 15:56,00 |
| 2006 | Cupa Mondială                           | Atena, Grecia              | 1   | 5000 m    | 14:39,11 |
| 2007 | Jocurile Panafricane                    | Alger, Algeria             | 1   | 5000 m    | 15:02,72 |
| 2007 | Campionatul Mondial                     | Osaka, Japonia             | 1   | 5000 m    | 14:57,91 |
| 2008 | Campionatul Mondial în sală             | Valencia, Spania           | 1   | 3000 m    | 8:38,79  |
| 2008 | Campionatul Africii                     | Addis Abeba, Etiopia       | 2   | 5000 m    | 15:50,19 |
| 2008 | Jocurile Olimpice                       | Beijing, China             | 2   | 5000 m    | 15:44,12 |
| 2009 | Campionatul Mondial                     | Berlin, Germania           | 3   | 5000 m    | 14:58,41 |
| 2009 | Campionatul Mondial                     | Berlin, Germania           | 5   | 10 000 m  | 30:52,37 |
| 2010 | Campionatul Mondial în sală             | Doha, Qatar                | 1   | 3000 m    | 8:51,17  |
| 2010 | Campionatul Africii                     | Nairobi, Kenya             | 2   | 5000 m    | 16:20,54 |
| 2010 | Cupa Continentală                       | Split, Croația             | 1   | 3000 m    | 9:03,33  |
| 2011 | Campionatul Mondial                     | Daegu, Coreea de Sud       | 3   | 5000 m    | 14:56,94 |
| 2011 | Campionatul Mondial                     | Daegu, Coreea de Sud       | –   | 10 000 m  | NT       |
| 2012 | Campionatul Mondial în sală             | Istanbul, Turcia           | 2   | 3000 m    | 8:38,26  |
| 2012 | Jocurile Olimpice                       | Londra, Marea Britanie     | 1   | 5000 m    | 15:04,25 |
| 2013 | Campionatul Mondial                     | Moscova, Rusia             | 1   | 5000 m    | 14:50,19 |
| 2016 | Campionatul Mondial în sală             | Portland, Statele Unite    | 2   | 3000 m    | 8:54,26  |

## Legături externe
- Materiale media legate de Meseret Defar la Wikimedia Commons
- en Meseret Defar la World Athletics
- en Meseret Defar la Olympedia.org